# Палмер, Арнольд
Арнольд Даниэль Палмер (англ. Arnold Daniel Palmer, 10 сентября 1929, Латроб, Уэстморленд, Пенсильвания — 25 сентября 2016, Питтсбург, Пенсильвания) — американский спортсмен, один из наиболее известных профессиональных гольфистов.

## Спортивная карьера
За свою игровую карьеру одержал семь побед в главных профессиональных турнирах: на Мастерс (1958, 1960, 1962, 1964), на Открытом чемпионате США (1960) и на Открытом чемпионате Великобритании (1961, 1962). Наиболее успешным для него стал период с 1960 по 1963 год, когда он одержал 29 побед в PGA Tour. В это время у спортсмена появилась большая группа болельщиков, которую прозвали «Армия Арни», сопровождавших его на каждом соревновании.
Также работал телеведущим, снимался в кино и выступал продюсером в собственном шоу о гольфе. Кроме того, он издавал книги о гольфе. Благодаря своей разноплановой деятельности, в 1967 году он стал первым игроком в гольф, заработавшим миллион долларов.
Свой последний турнир он сыграл в 2004 году, а в октябре 2006 принял решение оставить профессиональный гольф.
30 сентября 2009 года был награждён Золотой медалью Конгресса. Почётный доктор права Сент-Эндрюсского университета (2010).